# Пъстролистен бръшлян
Пъстролистният бръшлян (Hedera Canariensis ’Variegata’), известен и като едролистен шарен бръшлян, е подвид (сорт) на бръшляна с най-големи листа – Hedera Canariensis. На английски език е известен като пъстър алжирски бръшлян (Variegated Algerian Ivy). Произход на сорта е Алжир.

## Описание
Пъстролистният бръшлян е широколистно вечнозелено растение, пълзяща лияна. Характерни за вида са пъстрите листа – преобладаващо бяло и зелено, с нюанси на жълто, синьо (при по-възрастни листа), сребристо и др. Младите филизи и дръжките на листата са червеникави. Принадлежи към хлорофилолипсващи растения (на английски: Chlorophyll lacking plants) – растения, които имат части лишени от хлорофил.
Може да причини алергия към кожата или дразнещ ефект. Контактът с кожата или очите с бръшлянът може да доведе до алергична реакция, парене или обрив.
Други видове, известни като „пъстролистни бръшляни“, са:
- Hedera helix 'Glacier'
- Hedera helix 'Goldheart'
- Hedera colchica 'Sulphur Heart'
- Hedera colchica 'Dentata Variegata'
- Hedera algeriensis

## Отглеждане
За да не изгуби пъстрата си шарка и да не остане с напълно зелени листа, пъстролистният бръшлян предпочита полусянка или слънчево разположение. Издържа до -29°C. Непридирчив е към почвата, но оптимална е плодородната влажна добре дренирана почва богата на хумус, алкална или кредова.
Пъстролистният бръшлян е податлив на вредители и болести – червени паякообразни акари, насекоми, листни въшки, листни петна.

## Приложение
Пърстролистният бръшлян е предпочитано декоративно растение, заради своите разноцветни листа и вечнозелената си окраска. Използва се в градинарството като катерливо, висящо или почвопокривно растение.